# COPD: Journal of Chronic Obstructive Pulmonary Disease
Le COPD: Journal of Chronic Obstructive Pulmonary Disease est une revue médicale de relecture par les pairs qui couvre tous les aspects de la Bronchopneumopathie chronique obstructive et de ses comorbidités.

## Éditeur en chef
Le rédacteur en chef de COPD: Journal of Chronic Obstructive Pulmonary Disease est Vito Brusasco.